# Gabrje pri Jančah
Gabrje pri Jančah este o localitate din comuna Ljubljana, Slovenia, cu o populație de 85 de locuitori.